# Strefa ciszy (film)
Strefa ciszy – polski dreszczowiec z 2001 roku w reżyserii Krzysztofa Langa.
Zdjęcia do filmu powstały od kwietnia do maja 2000 roku. Film kręcono w Nowym Mieście Lubawskim oraz pobliskich plenerach nad Jeziorem Partęczyny.

## Opis fabuły
Młode małżeństwo, Iza i Sławek, zbacza z leśnej drogi, z myślą o chwili prywatności. W dodatku ich samochód psuje się. Sławek zostaje, a Iza postanawia udać się na przystanek autobusowy. Po chwili z terenowego samochodu wysiada 4 mężczyzn. Okazuje się, że są to gangsterzy, którzy świętują wyjście jednego z nich z więzienia. Iza staje się ich „zabawką”. Tymczasem zaniepokojony Sławek usiłuje zainteresować policję zniknięciem żony. Gangsterzy wraz z Izą jadą do domu letniskowego, znajdującego się w tzw. „strefie ciszy” i tam urządzają libację alkoholową, a Iza musi walczyć o przetrwanie.

## Obsada aktorska
- Edyta Olszówka – Iza
- Robert Gonera – „Dziki”
- Szymon Bobrowski – Sławek
- Przemysław Sadowski – „Francuz”
- Dariusz Kowalski – Leon
- Leon Charewicz – komisarz policji
- Kacper Kuszewski – „Mały”, brat „Dzikiego”
- Jarosław Gruda – śmieciarz Miecio
- Monika Kisła – barmanka
- Marcel Wiercichowski – sprzedawca